# Guatteria oblongifolia
Guatteria oblongifolia är en kirimojaväxtart som beskrevs av Henry Hurd Rusby. Guatteria oblongifolia ingår i släktet Guatteria och familjen kirimojaväxter. Inga underarter finns listade i Catalogue of Life.